# Shyauli Bazaar
Shyauli Bazaar ist ein Ort am Fluss Midim Khola in der Gemeinde (VDC) Karapu im Distrikt Lamjung (Nepal), ca. 30 km östlich von Pokhara. 
Der Ort besteht zum Großteil aus dem Hauptquartier der Search and Rescue Dog Handlers Academy Nepal (SAR DOGs Nepal). Außerdem gibt es ein Hospital und einen Hubschrauberlandeplatz.
Die Hundestaffel unterstützt die Suche von vermissten Personen, meistens handelt es sich um ausländische Touristen.